# (493) Гризельда
(493) Гризе́льда (нем. Griseldis) — астероид главного пояса, который был открыт 7 сентября 1902 года немецким астрономом Максом Вольфом в обсерватории Хайдельберг и назван в честь Гризельды, персонажа фольклора и европейской литературы.
Гризельда принадлежит к числу крупных астероидов главного пояса астероидов, расположенного между орбитами Марса и Юпитера. Диаметр Гризельды 46,41 км, масса — 105 триллионов тонн. 17 марта 2015 года у Гризельды был обнаружен вытянутый в сторону Солнца хвост из частиц пыли и газа, который через четыре дня практически полностью исчез.
- Орбита астероида Гризельда и его положение в Солнечной системе